# 고령가야
고령가야(古寧伽倻)는 현재의 경상북도 상주시 함창읍에 위치했던 가야 중 하나이다. 가락국 시조 수로왕(首露王)과 함께 구지봉에서 태어난 6명의 동자 중에서 넷째인 김고로(金古露)가 건국하였다.

## 고령가야의 실체
고령가야는 실제 가야 소국과는 무관할 뿐더러, 고령가야가 있었다는 옛 함창군(현재의 상주시 함창읍, 공검면, 이안면) 지역은 원래부터 신라의 영역(진한의 사벌국 지역)에 속했다. 신라 첨해왕 대에 사벌국을 정벌하여 사벌주(沙伐州)를 설치하면서 함창읍 일대에 고동람군(古冬攬郡) 또는 고릉군(古陵郡)을 설치하였고, 이 고동람군이 757년 경덕왕 16년의 행정개편으로 고령군(古寧郡)으로 개명하였다.
신라 말기에 신라의 중앙정부에 반기를 든 고령(古寧) 지역의 호족세력이 그 명분으로 가야를 참칭했고, 그 후 940년 고려 태조 23년에 5가야의 명칭을 변경하면서 "고령가야(古寧伽倻)"라는 이름이 부여되어 옛 가야소국 중에 하나인 양 와전되었다. 즉, 고령가야라는 나라 이름이 생겨난 것은 가야 시대로부터 한참 후대인 고려 초의 일이었던 셈이다. 다만, 가야 패망 이후 충주 일대에서 활약한 우륵의 경우에서 알 수 있듯 다수의 가야인들이 가야에서 북쪽 지역으로 이주당했다는 기록이 있으니, 함창 일대의 호족세력들이 이주한 가야인의 후예일 가능성은 있다.

## 역대 국왕
| 대수 | 제호           | 재위 년도     | 비고                 |
| ---- | -------------- | ------------- | -------------------- |
| 1    | 고로왕(古露王) | 42년 ~ 156년  | 고령가야의 건국 시조 |
| 2    | 마종왕(摩宗王) | 156년 ~ 220년 |                      |
| 3    | 이현왕(利賢王) | 220년 ~ 254년 | 고령가야의 마지막 왕 |

## 같이 보기
- 가야
  - 금관가야
  - 대가야
  - 아라가야
  - 소가야
  - 비화가야
  - 고령가야
  - 성산가야

## 참고 자료
1. ↑  현재의 경상북도 고령군(高靈郡)과는 한자가 다름.